# 徒罪
徒罪（ずざい）または徒刑（ずけい、旧字体：徒𠛬）とは、律令法の五刑の一つ。3番目に重い刑罰である。受刑者を一定期間獄に拘禁して、強制的に労役に服させる刑で今日の懲役と似た自由刑である。日本の大宝律令・養老律令では、単に「徒」と記されている。
日本では五刑の中で唯一律令制の確立とともに導入された刑で『日本書紀』の676年の条に初めて登場している。期間は1年から3年まで半年単位ごとに5段階に分けられていたが、私鋳銭製造の罪の場合は例外として終身に及ぶ事があった。
畿内の受刑者は都の造営や清掃業務に宛がわれ、女性の場合は裁縫や精米などを行い、弾正台が労役の実施状況を確認した。地方の場合にもこれに準じた措置が取られていた。受刑者には10日に1日の休暇が与えられていたが、その期間の食糧は原則自弁であった。また、病気の際には労役を猶予されたが、回復後に猶予期間分の刑期を延長された。なお、受刑者以外に働き手がいない家庭や受刑者が賎民身分の場合には杖刑によって代わりとすることもあったという。
その後、社会の荒廃や戦乱の影響によってこうした刑罰は廃れていたが、江戸時代中期の熊本藩で施行された刑法草書において、明や清の律令法の影響によって再び「徒刑」が導入されて以後、諸藩の法令にも導入されるようになっていった。